# Friedbusch
Friedbusch (en luxembourgeois : Fridbësch ) est une localité de la commune luxembourgeoise de Bourscheid située dans le canton de Diekirch.